# کرامساخ
کرامساخ (به آلمانی: Kramsach) یک منطقهٔ مسکونی در اتریش است که در ناحیه کوفستاین واقع شده‌است. کرامساخ ۲۶٫۹ کیلومتر مربع مساحت دارد ۵۲۰ متر بالاتر از سطح دریا واقع شده‌است.